# アレクサンダー・シェリー
アレクサンダー・シェリー（Alexander Shelley）はイギリスの指揮者。

## 経歴
1979年10月8日ロンドン生まれ。父はピアニストのハワード・シェリー。英国王立音楽院でティモシー・ヒュー、スティーブン・ドーン、デュッセルドルフのロベルト・シューマン音楽院でヨハネス・ゴリツキーにチェロを師事。トーマス・ガブリッシュに指揮を学んだ。2005年リーズ指揮者コンクールで第1位を受賞。ライプツィヒ・ゲヴァントハウス管弦楽団、ベルリン・ドイツ交響楽団、フランクフルト放送交響楽団などを指揮。
2009年から2017年までニュルンベルク交響楽団首席指揮者を務める。2015年からカナダの国立芸術センター管弦楽団音楽監督。